# 2014년 고양 원더스 시즌
2014년 고양 원더스 시즌은 고양 원더스가 KBO 퓨처스리그에 비공식적으로 참가한 마지막 시즌이다. 김성근 감독이 팀을 이끌었으며, 팀은 퓨처스리그 팀들과 80경기를 치러서 43승 13무 25패(승률 0.632)를 기록했다. 퓨처스리그 순위에 대입해보면 전체 1위에 해당하는 성적이었다. 팀은 2014년 9월 11일을 끝으로 해체되었다.

## 코치
- 수석코치 : 김광수
- 투수코치 : 이상훈, 박상열
- 타격코치 : 이시미네 카즈히코, 아베 오사무, 박철우
- 수비코치 : 이시미네 카즈히코
- 배터리코치 : 야마나카 기요시
- 트레이닝코치 : 강성인, 홍남일

## 선수단
- 투수 : 왕민수, 박병우, 루이스 곤잘레스, 오시리스 마토스, 김재현, 강우찬, 박성범, 김장우, 디오니 소리아노, 최향남, 홍성혁, 데럴 마데이, 최민국, 신정윤, 김수경, 김승현, 멕시모 넬슨, 고바야시 료칸, 미겔 산플레어, 조나단 알바라데호, 로버트 웨이테, 이재율, 강대진, 황건주, 김인성, 금동현, 김동호, 김성한, 최현정
- 포수 : 김호연, 김지호, 정규식, 홍권민, 김정남, 강태훈, 최봉천
- 내야수 : 안형권, 김남훈, 이성엽, 박선호, 김선민, 정유철, 이강혁, 신성현, 강진형, 유형모
- 외야수 : 이병용, 최승원, 설재훈, 이용균, 오무열, 채기영, 임도현, 박태균, 박대원, 이용욱, 김진곤